# Diputación Provincial de Teruel
La Diputación Provincial de Teruel, cuyas siglas son DPT, es la corporación pública de carácter territorial cuya función es gestionar los intereses económico-administrativos de la provincia de Teruel. La diputación es el órgano de gobierno de la provincia, fomenta y administra sus intereses, asegura la prestación integral y adecuada de servicios públicos de competencia municipal en todo el territorio de la provincia.
La Diputación Provincial de Teruel coopera con los municipios de la provincia mediante aportaciones económicas, a través de los planes provinciales, de la asistencia y asesoramiento técnico y jurídico a los Ayuntamientos de la provincia. Las materias sobre las que recae la ayuda y asistencia son tres básicamente: el saneamiento y control ambiental, la ingeniería y el urbanismo y el bienestar social.
Una de las funciones fundamentales de la diputación es colaborar en la gestión de la actividad municipal. Integran la diputación provincial, como órganos de gobierno de la misma, el presidente, uno o varios vicepresidentes, la junta de gobierno y el pleno.

## Historia
Las Diputaciones provinciales tienen su origen en la Constitución de 1812. El artículo 325 señala que en cada provincia habrá una Diputación llamada provincial. Se establece también como nueva administración dentro de la reorganización que se pretende dentro del nuevo Estado. Sin embargo, la implantación de las Diputaciones provinciales no va a ser uniforme, y van a verse influenciadas por la convulsa situación política del siglo XIX. Constituidas durante los periodos liberales (1812-1814 y 1820-1823) y suprimidas en los periodos absolutistas, la definitiva instalación de las diputaciones se llevó a cabo como consecuencia del Decreto de 30 de noviembre de 1833, de división del territorio, de Javier de Burgos.
El Real Decreto de 21 de septiembre de 1835 sobre el modo de constituir y formar las Diputaciones provinciales es el punto de partida para la instalación definitiva de las mismas.
La Diputación Provincial de Teruel se constituye el 12 de noviembre de 1835, según consta en un documento conservado en la Diputación Provincial de Zaragoza, siendo su primer presidente y jefe político Joaquín Montesoro y Moreno.

## Distribución de los escaños
| Actual distribución de la Diputación tras las elecciones municipales de 2023 | Actual distribución de la Diputación tras las elecciones municipales de 2023 | Actual distribución de la Diputación tras las elecciones municipales de 2023 | Actual distribución de la Diputación tras las elecciones municipales de 2023 | Actual distribución de la Diputación tras las elecciones municipales de 2023 |
| Partido político                                                             | Votos                                                                        | %                                                                            | Diputados                                                                    |                                                                              |
| ---------------------------------------------------------------------------- | ---------------------------------------------------------------------------- | ---------------------------------------------------------------------------- | ---------------------------------------------------------------------------- | ---------------------------------------------------------------------------- |
| Partido Popular de Aragón (PPA)                                              | 27.684                                                                       | 37,14%                                                                       | 11                                                                           |                                                                              |
| Partido de los Socialistas de Aragón (PSOE-Aragón)                           | 19.986                                                                       | 26,81%                                                                       | 8                                                                            |                                                                              |
| Aragón Existe-Existe (AE-E)                                                  | 10.139                                                                       | 13,60%                                                                       | 4                                                                            |                                                                              |
| Partido Aragonés (PAR)                                                       | 7.635                                                                        | 10,24%                                                                       | 2                                                                            |                                                                              |

### Distribución de escaños por partidos judiciales
| Partido judicial |    |   |   |   | Diputados |
| ---------------- | -- | - | - | - | --------- |
| Alcañiz          | 4  | 4 | 1 | 1 | 10        |
| Calamocha        | 1  | 1 | 1 |   | 3         |
| Teruel           | 6  | 3 | 2 | 1 | 12        |
| Total            | 11 | 8 | 4 | 2 | 25        |